# (34160) 2000 QS26
2000 QS26 (asteroide 34160) é um asteroide da cintura principal. Possui uma excentricidade de 0.16809540 e uma inclinação de 5.74954º.
Este asteroide foi descoberto no dia 26 de agosto de 2000 por Klet em Kleť.